# Wybory prezydenckie w Finlandii w 2006 roku

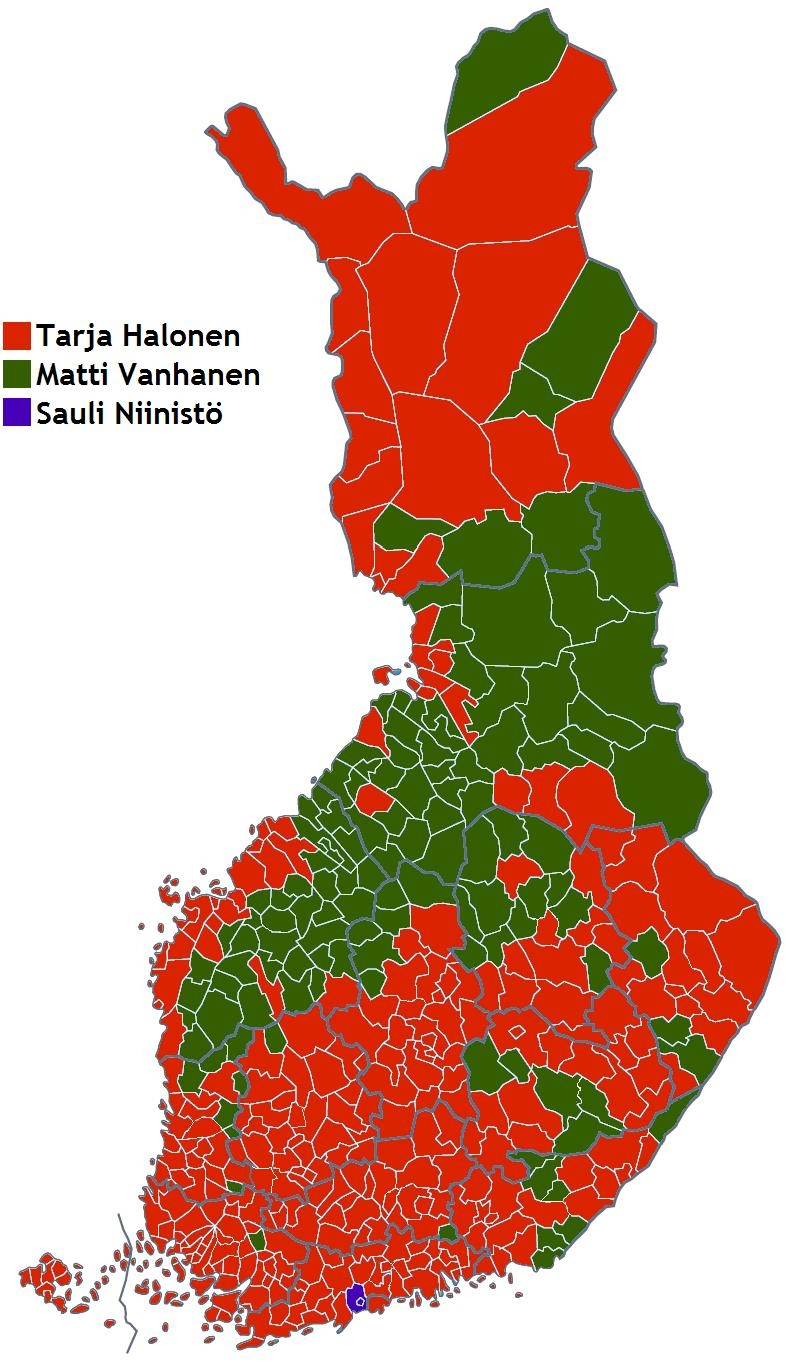
Zwycięzcy w poszczególnych gminach Finlandii w pierwszej turze wyborów

Wybory prezydenckie w Finlandii w 2006 roku miały charakter głosowania powszechnego. Mają wyłonić nowego prezydenta republiki na sześcioletnią kadencję, której termin upłynie w roku 2012.
Pierwsza tura głosowania odbyła się w trzecią niedzielę stycznia 2006 roku, która wypadła 15 stycznia. W wyniku braku otrzymania więcej niż połowy oddanych głosów na jednego kandydata, 29 stycznia odbędzie się druga tura wyborów w której wystartują dwaj kandydaci z największą liczbą głosów z pierwszej tury. Oficjalnie, nowy prezydent obejmie władzę 1 marca 2006 roku.
Dodatkowo, istniała możliwość oddania głosu przed wyborami. W pierwszej turze wyborów, można było oddać głos 4,5 oraz od 7 do 10 stycznia . Obywatele pochodzenia fińskiego przebywający zagranicą mogli głosować od 4 do 7 stycznia . W przypadku głosowania przedwyborczego, dodatkową zaletą jest możliwość oddania swojego głosu w dobrowolnej komisji wyborczej.

## Wyniki wyborów
Uprawnionych do głosowania 4 272 537 , frekwencja 73.9%.

### Pierwsza tura
Ostateczne wyniki podane przez Ministerstwo Sprawiedliwości, razem 
| Kandydat       | Partia                            | Liczba głosów | %    |
| -------------- | --------------------------------- | ------------- | ---- |
| Tarja Halonen  | Fińska Partia Socjaldemokratyczna | 1,397,030     | 46.3 |
| Sauli Niinistö | Narodowa Partia Koalicyjna        | 725,866       | 24.1 |
| Matti Vanhanen | Fińska Partia Centrum             | 561,990       | 18.6 |
| Heidi Hautala  | Liga Zielonych                    | 105,248       | 3.5  |
| Timo Soini     | Prawdziwi Finowie                 | 103,492       | 3.4  |
| Bjarne Kallis  | Chrześcijańscy Demokraci          | 61,483        | 2.0  |
| Henrik Lax     | Szwedzka Partia Ludowa            | 48,703        | 1.6  |
| Arto Lahti     | (niezależny)                      | 12,989        | 0.4  |

Wyniki głosowania dodatkowego
| Kandydat       | Partia                            | Liczba głosów | %    |
| -------------- | --------------------------------- | ------------- | ---- |
| Tarja Halonen  | Fińska Partia Socjaldemokratyczna | 636,143       | 49.4 |
| Sauli Niinistö | Narodowa Partia Koalicyjna        | 281,901       | 21.9 |
| Matti Vanhanen | Fińska Partia Centrum             | 258,034       | 20.0 |
| Timo Soini     | Prawdziwi Finowie                 | 33,275        | 2.6  |
| Heidi Hautala  | Liga Zielonych                    | 31,406        | 2.4  |
| Bjarne Kallis  | Chrześcijańscy Demokraci          | 23,009        | 1.8  |
| Henrik Lax     | Szwedzka Partia Ludowa            | 17,654        | 1.4  |
| Arto Lahti     | (niezależny)                      | 5,810         | 0.5  |

### Druga tura
Ostateczne wyniki podane przez Ministerstwo Sprawiedliwości, razem 
| Kandydat       | Partia                            | Liczba głosów | %    |
| -------------- | --------------------------------- | ------------- | ---- |
| Tarja Halonen  | Fińska Partia Socjaldemokratyczna | 1 630 833     | 51,8 |
| Sauli Niinistö | Narodowa Partia Koalicyjna        | 1 517 947     | 48,2 |

## Kandydaci
Kandydaci zostali przyporządkowani według numerów zgłoszeniowych. Lista została zatwierdzona przez Okręgową Komisję Wyborczą w Helsinkach 15 grudnia 2005 roku.

1. (patrz poniżej)
2. Bjarne Kallis (Chrześcijańscy Demokraci)
3. Sauli Niinistö (Narodowa Partia Koalicyjna)
4. Timo Soini (Prawdziwi Finowie)
5. Heidi Hautala (Liga Zielonych)
6. Henrik Lax (Szwedzka Partia Ludowa)
7. Matti Vanhanen (Fińska Partia Centrum); urzędujący premier Finlandii,
8. Arto Lahti (niezależny)
9. Tarja Halonen (Fińska Partia Socjaldemokratyczna); urzędująca prezydent Finlandii (wsparta przez Sojusz Lewicy)

Fińskie karty do głosowania nie zawierały nazwiska kandydata z numerem 1, gdyż przypomina ona cyfrę 7, co może być mylące dla wyborców w czasie kampanii wyborczej.

## Tło wyborów
Wiele dyskusji i debat w czasie kampanii wyborczej dotyczyło kompetencji urzędu prezydenta i ewentualnemu ich ograniczeniu. Kandydatka Ligi Zielonych sugerowała, że prezydenta powinno się pozbawić władzy i kompetencji dotyczących polityki zagranicznej i spraw międzynarodowych, jednak jej propozycje spotkały się z zagorzałym sprzeciwem kandydatów trzech największych partii - Tarji Halonen, Matti'ego Vanhanena oraz Sauli'ego Niinistö'a. Halonen, główna lewicowa kandydatka i urzędująca prezydent, poinformowała, że kompetencje prezydenta nie powinny również wzrosnąć, gdyż w jej opinii może zepsuć to demokratyczne zasady podejmowania decyzji w państwie.